# Piegàle
Il piegàle è un metodo di caccia agli uccelli per scopi alimentari e commerciali utilizzato in passato - è attestato dal XVIII secolo - nel settore montano nord-occidentale dell'isola d'Elba, alle falde settentrionali del Monte Capanne.

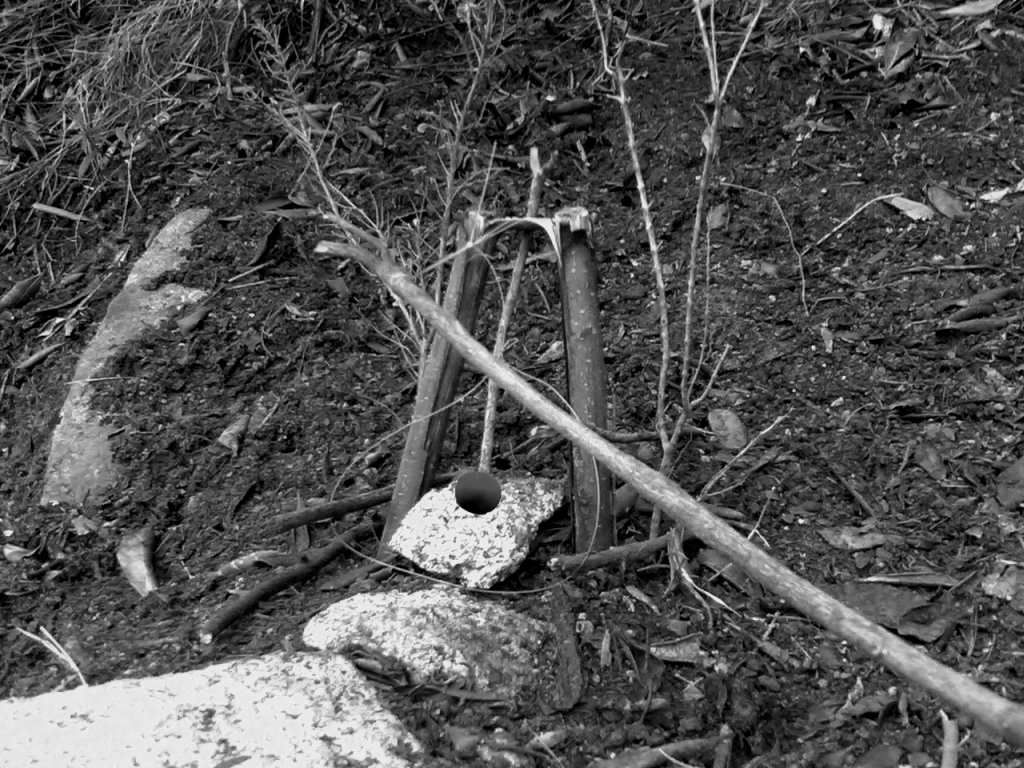
Una posta di piegàle

È interamente costituito da elementi naturali (legno, pietra, crine di cavallo). Il sistema del piegàle veniva disposto in piccole radure (poste) nella macchia mediterranea, collegate tra esse tramite stretti sentieri (stradelli) nella vegetazione. Era costituito da una trappola formata da un rametto di Erica arborea (vergola) flesso e conficcato nel terreno per assicurare una costante tensione; alla sua estremità veniva legato il cappio (campana) in crine di cavallo (detto torchiolaccio quando non presentava aggiuntature), che circondava, tramite un piccolo arco squadrato (tesura) realizzato con un rametto di castagno o leccio, l'esca costituita da una corbezzola (bàcola). La messa in opera del sistema era detta incroccatura, ed ogni piegàle aveva un proprietario; i tenditori che sconfinavano in altri piegàli venivano detti mardolai (dal verbo mardolare - ossia «rubare» - che deriva a sua volta da màrdola, la martora). 

## Uccelli catturati
Con il piegàle venivano catturati tordi, merli e pettirossi, poi consumati con polenta di castagne (pulenda dolce). Occasionalmente colombacci e pernici rosse.

## Curiosità
Il 2 novembre 1901 in una posta del piegàle appartenente al deputato Pilade Del Buono, ubicata a circa 400 metri di altitudine presso il paese di Poggio, fu rinvenuto un rarissimo esemplare di Catharus minimus aliciae analizzato e identificato dallo zoologo Giacomo Damiani.